# Skandia
Pour les articles homonymes, voir Skandia (homonymie).
Skandia est une compagnie d'assurances suédoise fondée en 1855 qui depuis 1994 possède aussi un pôle bancaire.
En 2006, elle est passée sous le contrôle de l'assureur britannique Old Mutual, avant d'être en partie rachetée en 2012 par sa filiale suédoise Skandia Liv. Au 1er janvier 2013, la marque Skandia est donc utilisée par deux compagnies distinctes :
- la compagnie Skandia elle-même, en Suède, en Norvège et au Danemark,
- le britannique Old Mutual, dans le reste du monde.